# Paraschizognathus
Paraschizognathus är ett släkte av skalbaggar. Paraschizognathus ingår i familjen Rutelidae.
Kladogram enligt Catalogue of Life:
| Paraschizognathus | \| \| Paraschizognathus brittoni \| \| \| \| \| \| Paraschizognathus brunneus \| \| \| \| \| \| Paraschizognathus elegatus \| \| \| \| \| \| Paraschizognathus frazieri \| \| \| \| \| \| Paraschizognathus marcus \| \| \| \| \| \| Paraschizognathus miskoi \| \| \| \| \| \| Paraschizognathus ocularis \| \| \| \| \| \| Paraschizognathus olivaceus \| \| \| \| \| \| Paraschizognathus pinarus \| \| \| \| \| \| Paraschizognathus prasinicollis \| \| \| \| \| \| Paraschizognathus prasinus \| \| \| \| \| \| Paraschizognathus queenslandicus \| \| \| \| \| \| Paraschizognathus tubrabuccae \| \| \| \| |
|                   | \| \| Paraschizognathus brittoni \| \| \| \| \| \| Paraschizognathus brunneus \| \| \| \| \| \| Paraschizognathus elegatus \| \| \| \| \| \| Paraschizognathus frazieri \| \| \| \| \| \| Paraschizognathus marcus \| \| \| \| \| \| Paraschizognathus miskoi \| \| \| \| \| \| Paraschizognathus ocularis \| \| \| \| \| \| Paraschizognathus olivaceus \| \| \| \| \| \| Paraschizognathus pinarus \| \| \| \| \| \| Paraschizognathus prasinicollis \| \| \| \| \| \| Paraschizognathus prasinus \| \| \| \| \| \| Paraschizognathus queenslandicus \| \| \| \| \| \| Paraschizognathus tubrabuccae \| \| \| \| |
|                   | Paraschizognathus brittoni |
|                   | |
|                   | Paraschizognathus brunneus |
|                   | |
|                   | Paraschizognathus elegatus |
|                   | |
|                   | Paraschizognathus frazieri |
|                   | |
|                   | Paraschizognathus marcus |
|                   | |
|                   | Paraschizognathus miskoi |
|                   | |
|                   | Paraschizognathus ocularis |
|                   | |
|                   | Paraschizognathus olivaceus |
|                   | |
|                   | Paraschizognathus pinarus |
|                   | |
|                   | Paraschizognathus prasinicollis |
|                   | |
|                   | Paraschizognathus prasinus |
|                   | |
|                   | Paraschizognathus queenslandicus |
|                   | |
|                   | Paraschizognathus tubrabuccae |
|                   | |